# Inga grandis
Inga grandis là một loài thực vật có hoa trong họ Đậu. Loài này được T.D.Penn. miêu tả khoa học đầu tiên.